# Hypolytrum pseudomapanioides
Espèce
Statut de conservation UICN

 EN B2ab(iii) : En danger
Hypolytrum pseudomapanioides D.A.Simpson & Lye est une espèce de plantes d'Afrique centrale de la famille des Cyperaceae et du genre Hypolytrum, d'abord rattachée au genre Mapania.

## Description
C'est une herbe rhizomateuse qui peut atteindre une hauteur de 80 cm.

## Distribution
Relativement rare, elle a été observée sur deux sites au Cameroun, aux environs de Kodmin dans la Région du Sud-Ouest, et un site au Gabon.